# Colles fraktur
Colles fraktur är en typ av benbrott som drabbar den distala delen (yttre, eller längst från kroppen) av underarmen. Det som urskiljer Colles fraktur från andra typer är att den brutna delen av radius böjs bakåt (i riktning mot handryggen). Symptom vid Colles fraktur är smärta, svullnad, felställning och hematom (blåmärken). Komplikationer innefattar skada på medianusnerven.
Colles fraktur uppstår typiskt sett vid fall på en utsträckt hand. Riskfaktorer innefattar osteoporos. Diagnosen bekräftas med hjälp av röntgenavbildning. Även yttre delen av ulna kan vara bruten.
Behandlingen kan innefatta gipsning eller kirurgi. Reponering och gipssättning är möjligt i de flesta fall bland personer över 50 års ålder. Adekvat smärtlindring vid reponering kan åstadkommas med sedering och analgesi eller med hjälp av hematomblockad. Det kan ta upp till ett eller två år för frakturen att läka och för funktionen att helt återställas. I en rapport från SBU år 2017 fann man att trenden i Sverige gick mot fler och fler operationer vid handledsbrott. Detta trots att många av skadorna kan läka lika väl utan operationer, vilket innebär att patienter utsätts för onödiga risken då de opereras. Många äldre med benskörhet kan uppleva att de får tvetydig information eller att de ansvarar för att återhämta sig från sin skada på egen hand.
Kring 15% av befolkningen drabbas av Colles fraktur vid något tillfälle i sitt liv. De förekommer oftare hos unga vuxna och hos äldre. Kvinnor drabbas oftare än män. Frakturen är uppkallad efter Abraham Colles som beskrev den år 1814.